# 福田弘平
福田 弘平（ふくだ こうへい、1937年4月23日 - 2013年1月19日）は、日本の政治家。和紙職人。烏山町長を1期務めた。

## 経歴
1937年（昭和12年）、栃木県那須郡烏山町（現那須烏山市）の和紙職人の家に生まれる。大学を中退して全国の和紙産地で3年間修業した後、家業を継ぐ。1965年（昭和40年）、福長押絵を創設。1982年（昭和57年）、合名会社福田製紙所の代表社員に就任。和紙業者の廃業が続出する中、色付き和紙を用いた押絵を開発するなど和紙の再興に力を注いだ。
2002年（平成14年）4月14日、烏山町長選挙で当選。2005年（平成17年）10月1日、烏山町が那須郡南那須町と新設合併して那須烏山市が発足したことに伴い町長を失職した。新市の市長選挙には立候補せず、市長選出までの間、市長職務執行者を務めた。なお、2004年（平成16年）には県の伝統工芸士に認定されている。
その後、2008年（平成20年）には那須烏山市観光協会の会長に就任。2011年（平成23年）には県の文化功労者に選ばれた。また、2010年（平成22年）5月に発足した「現場から国を変える首長の会」（代表:大豆生田実足利市長）にオブザーバーで参加している。
2013年（平成25年）1月19日夜、那須烏山市内の舞踊団体の宴席で倒れ、同日午後10時22分、市内の病院で死去した。75歳没。

## 著書
- 『押絵づくし 和紙でたのしむ』、マコー社、1985年3月。ISBN 978-4-837-72284-7